# Романтично синьо
„Романтично синьо“ (на английски: Cool Blue) е американска романтична комедия от 1990 година, режисиран от Марк Мълин и Ричард Шепърд. Във филма участват Уди Харелсън, Ханк Азария и Ели Пуже.

## В ролите
- Уди Харелсън – Дъстин Пенът
- Ханк Азария – Бъз
- Ели Пуже – Кристиана
- Кристофър Макдоналд – Питър Син
- Фил Брок – Брус
- Джуди Арънсън – Кати
- Джон Дийл – Клейтън
- Шон Пен – Фил